# Dragutin Ciotti
Dragutin Ciotti   (Sušak, 19 d'octubre de 1905 - Sušak, 17 de març de 1974) va ser un gimnasta artístic croat que va competir sota bandera iugoslava durant la dècada de 1920.
El 1928 va prendre part en els Jocs Olímpics d'Amsterdam, on disputà les set proves del programa de gimnàstica. Guanyà la medalla de bronze en la competició del concurs complet per equips, mentre en les altres sis proves finalitzà més enllà de la trentena posició.